# باقرقره دم‌دراز

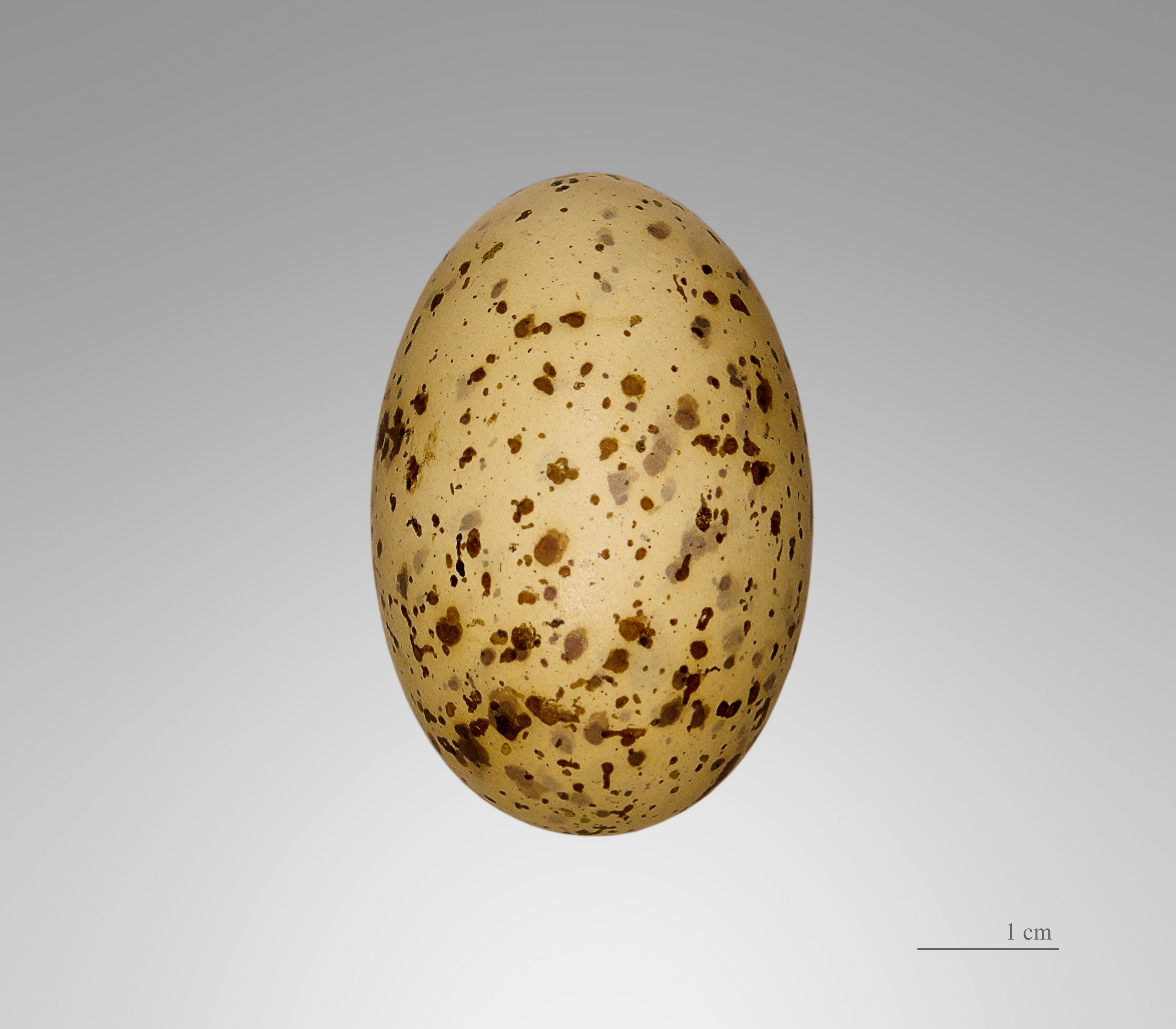
Syrrhaptes paradoxus

باقرقره دم‌دراز (کوکر دم‌دراز) (نام علمی: Syrrhaptes paradoxus) پرنده‌ای از راستهٔ باقرقره‌سانان و تیرهٔ باقرقرگان است.